# Loussous-Débat
Loussous-Débat é uma comuna francesa na região administrativa de Occitânia, no departamento de Gers. Estende-se por uma área de 5,07 km². Em 2010 a comuna tinha 63 habitantes (densidade: 12,4 hab./km²).